# Milo O'Shea
Milo Donal O'Shea (Dublín, 2 de junio de 1926 – Manhattan, 2 de abril de 2013) fue un actor irlandés, activo entre las décadas de 1940 y 1990. Recibió dos nominaciones a los Premios Tony por su desempeño en las obras de teatro Staircase (1968) y Mass Appeal (1982). Falleció después de una breve enfermedad en 2013 a los ochenta y seis años.

## Filmografía

### Cine
| Año  | Título                              | Papel              |
| ---- | ----------------------------------- | ------------------ |
| 1940 | Contraband                          |                    |
| 1946 | Grandes esperanzas                  | Criminal           |
| 1950 | Talk of a Million                   |                    |
| 1958 | Never Love a Stranger               | Narrador           |
| 1959 | This Other Eden                     | Pat Tweedy         |
| 1962 | Mrs. Gibbons' Boys                  | Horse              |
| 1963 | Carry On Cabby                      | Len                |
| 1964 | Never Put It in Writing             | Danny O'Toole      |
| 1967 | Ulysses                             | Leopold Bloom      |
| 1968 | Romeo and Juliet                    | Friar Laurence     |
| 1968 | Barbarella                          | Durand-Durand      |
| 1968 | Journey into Darkness               | Matt Dystal        |
| 1969 | The Adding Machine                  | Sr. Zero           |
| 1970 | Paddy                               | Harry Redmond      |
| 1970 | The Angel Levine                    | Dr. Arnold Berg    |
| 1970 | Loot                                | Sr. McLeavy        |
| 1971 | Sacco e Vanzetti                    | Fred Moore         |
| 1973 | The Love Ban                        | Father Andrew      |
| 1973 | Theatre of Blood                    | Inspector Boot     |
| 1973 | Steptoe and Son Ride Again          | Doctor Popplewell  |
| 1973 | Digby, the Biggest Dog in the World | Dr. Jameson        |
| 1974 | Professor Popper's Problem          | Dr. Klein          |
| 1974 | Percy's Progress                    | Profesor Crabbit   |
| 1979 | Arabian Adventure                   | Khasim             |
| 1980 | The Pilot                           | Doctor O'Brian     |
| 1982 | The Verdict                         | Juez Hoyle         |
| 1985 | The Purple Rose of Cairo            | Padre Donnelly     |
| 1989 | The Dream Team                      | Dr. Newald         |
| 1990 | Opportunity Knocks                  | Max                |
| 1991 | Only the Lonely                     | Doyle              |
| 1992 | The Playboys                        | Freddie            |
| 1997 | The Butcher Boy                     | Padre Sullivan     |
| 1997 | The Matchmaker                      | Dermot O'Brien     |
| 2000 | Moonglow                            | Peter Brener       |
| 2002 | Puckoon                             | Sgt. McGillikuddie |
| 2003 | Mystics                             | Locky              |

### Televisión
| Año       | Título                                          | Papel                | Notas        |
| --------- | ----------------------------------------------- | -------------------- | ------------ |
| 1951      | The Passing Show                                |                      | 1 episodio   |
| 1957-1958 | Armchair Theatre                                |                      | 2 episodios  |
| 1958      | Theatre Night                                   | Shawn Keogh          | 1 episodio   |
| 1960      | ITV Television Playhouse                        |                      | 3 episodios  |
| 1960      | On Trial                                        | Charles Armstrong    | 1 episodio   |
| 1961      | The Play of the Week                            | Presentador          | 1 episodio   |
| 1961      | No Hiding Place                                 | Perkins              | 1 episodio   |
| 1962      | Out of This World                               | Jacob Luke           | 1 episodio   |
| 1962      | Z-Cars                                          | Caxton / Chauncey    | 2 episodios  |
| 1963      | Maupassant                                      | Brument              | 1 episodio   |
| 1963      | First Night                                     | Benjy Spillane       | 1 episodio   |
| 1964      | Festival                                        | Leopold Bloom        | 1 episodio   |
| 1960-1965 | ITV Play of the Week                            |                      | 4 episodios  |
| 1965      | Drama 61-67                                     | Sam Quilly           | 1 episodio   |
| 1965      | Theatre 625                                     | Mulligan             | 1 episodio   |
| 1966      | The Wednesday Play                              | Arnold               | 1 episodio   |
| 1966      | Pardon the Expression                           | Mike                 | 1 episodio   |
| 1966      | Thirty-Minute Theatre                           | Fred                 | 1 episodio   |
| 1967      | Uncle Charles                                   | Renzo Phillipe       | 1 episodio   |
| 1968      | Journey to the Unknown                          | Matt Dystal          | 1 episodio   |
| 1965-1969 | Out of the Unknown                              | Monty/Henry          | 2 episodios  |
| 1969      | Galton and Simpson Comedy                       | Alec Hemphill        | 1 episodio   |
| 1970      | On the House                                    | Sr. McGonigle        | 1 episodio   |
| 1970      | The Glorious Uncertainty                        | Sam Price            | Telefilme    |
| 1968–1971 | Me Mammy                                        | Bunjy Kennefick      | 21 episodios |
| 1971      | Jackanory                                       |                      | 5 episodios  |
| 1971      | Andorra                                         | Maestro              | Telefilme    |
| 1972      | Tales from the Lazy Acre                        | Varios papeles       | 7 episodios  |
| 1973      | And No One Could Save Her                       | Patrick Dooley       | Telefilme    |
| 1973      | The Protectors                                  | Carpiano             | 1 episodio   |
| 1973      | Orson Welles Great Mysteries                    | Padre Crumlish       | 1 episodio   |
| 1974      | QB VII                                          | Dr. Lotaki           | 3 episodios  |
| 1968-1974 | Comedy Playhouse                                | Varios papeles       | 2 episodios  |
| 1974      | Microbes and Men                                | Paul Erlich          | 2 episodios  |
| 1975      | My Son Rueben                                   | Dennis Baxter        | 1 episodio   |
| 1977      | The Best of Families                            | Patrick Rafferty     | Miniserie    |
| 1977      | Peter Lundy and the Medicine Hat Stallion       | Brisly               | Telefilme    |
| 1980      | Portrait of a Rebel: The Remarkable Mrs. Sanger | Higgins              | Telefilme    |
| 1980      | A Time for Miracles                             |                      | Telefilme    |
| 1984      | Two by Forsyth                                  |                      | Telefilme    |
| 1984      | Jennifer Slept Here                             | Abuelo               | 1 episodio   |
| 1984      | Ellis Island                                    | Casey O'Donnell      | 3 episodios  |
| 1985      | Arena (An Absurd Notion)                        | Duran Duran          | Corto        |
| 1986      | St. Elsewhere                                   | Brendan Connelly     | 1 episodio   |
| 1987      | Broken Vows                                     | Monsignor Casey      | Telefilme    |
| 1987      | Angel in Green                                  | Padre Mahon          | Telefilme    |
| 1987      | Once a Hero                                     | Abner Bevis          | 3 episodios  |
| 1987      | Who's the Boss                                  | Juez Kresheck        | 1 episodio   |
| 1987      | The Golden Girls                                | Buddy Rourke         | 1 episodio   |
| 1988      | Beauty and the Beast                            | Evan Brannigan       | 1 episodio   |
| 1991      | The Commish                                     | Frank Atkins         | 1 episodio   |
| 1992      | Cheers                                          | Tío Roger            | 1 episodio   |
| 1993      | Murder in the Heartland                         | Clem Gaughan         | 2 episodios  |
| 1995      | Frasier                                         | Dr. Schachter        | 1 episodio   |
| 1996      | Early Edition                                   | Sherman              | 1 episodio   |
| 1998      | Spin City                                       | Padre Larry          | 1 episodio   |
| 1999      | Swing Vote                                      | Justice Greene       | Telefilme    |
| 1999      | Oz                                              | Dr. Frederick Garvey | 3 episodios  |
| 2000      | Madigan Men                                     | Milo                 | 2 episodios  |
| 2003-2004 | The West Wing                                   | Juez Ashland         | 2 episodios  |